# El cuerpo
Pour plus de détails, voir Fiche technique et Distribution.
El cuerpo est un thriller espagnol coécrit et réalisé par Oriol Paulo sorti en 2012.

## Synopsis
Un inspecteur de police (Coronado) enquête sur la disparition mystérieuse d'un corps de femme de la morgue avec l'aide du veuf (Silva)... 

## Fiche technique
- Titre original : El cuerpo
- Titre québécois : Le Corps
- Réalisation : Oriol Paulo
- Scénario : Oriol Paulo et Lara Sendim
- Direction artistique : Balter Gallart
- Décors : Nuria Muni
- Costumes : Maria Reyes
- Photographie : Óscar Faura
- Son : Oriol Tarragó
- Montage : Joan Manel Vilaseca
- Musique : Sergio Moure de Oteyza
- Société(s) de production : Antena 3, Canal+, Rodar y Rodar et TV3
- Pays d'origine :  Espagne
- Langue : espagnol
- Format : Couleurs - 35mm - 2.35:1 - Son Dolby numérique
- Genre : thriller
- Durée : 107 minutes
- Dates de sortie :
  - Espagne : 4 octobre 2012 (Festival international du film de Catalogne)
  - France : 24 novembre 2012 (Paris International Fantastic Film Festival)

## Distribution
- Belén Rueda : Mayka Villaverde
- Aura Garrido : Carla
- Hugo Silva : Álex Ulloa
- José Coronado : Jaime Peña

## Distinctions

### Récompenses
- Grand prix au Paris International Fantastic Film Festival 2012

### Nominations
- 1 nomination